# Johannes de Voorloperklooster
Het Klooster van Johannes de Voorloper (Russisch: Иоанно-Предтеченский монастырь) of Ivanovski-klooster is een Russisch-orthodox vrouwenklooster in de historische wijk Koelisjki in het centrum van Moskou.

## Geschiedenis
Het klooster van Johannes de Voorloper werd waarschijnlijk gesticht in de 15e eeuw. Een klooster op deze plek wordt voor het eerst vermeld in 1604. In het begin van de 15e eeuw bevond zich ten noorden van de Oelitsa Soljanka een koninklijk landgoed waarop de -nog bestaande- Kerk van de Heilige Vladimir in de Oude Tuinen stond (op de hoek van Chochlovski Pereoelok, Starosadski Pereoelok en Maly Ivanovski Pereoelok). In het testament van Vasili I van Moskou (1423) werd de plek omschreven waar "het nieuwe paleis buiten de stad bij de Vladimirkerk" stond. Aan het einde van de 15e eeuw werd het paleis verlaten en zuidelijk van de Vladimirkerk werd het Johannes de Voorloper-klooster gesticht (Johannes de Voorloper is de orthodoxe naam voor Johannes de Doper).
In de Tijd der Troebelen werd het klooster geplunderd. Het klooster werd beschadigd door branden in 1688, 1737 en 1748. Na de laatste brand werd het klooster verlaten totdat keizerin Elisabeth Petrovna opdracht gaf tot herstel van het klooster. In 1812 werd het klooster volledig verwoest door brand. Wederopbouw vond niet eerder plaats dan in 1860 in een neorenaissancestijl. De bouwwerkzaamheden stonden onder leiding van Michail Bykovski. De kathedraal van het klooster is gewijd aan de onthoofding van Johannes de Doper.

## Sovjetperiode
Het klooster werd gesloten in 1918 maar er verbleven monialen tot 1927. Daarna werden de priesters, monialen en hegoemena verbannen. Sommigen werden geëxecuteerd wegens anti-Sovjetagitatie of stierven in kampen. Het kloostercomplex kreeg diverse bestemmingen waaronder een gevangenis en kledingfabriek.

## Heropening
Vanaf 2000 werden de gebouwen weer gerestaureerd. Een deel van de kloostergebouwen keerde in 2002 terug naar de Russisch-Orthodoxe Kerk. In 2003 arriveerden de eerste monialen. Een ander deel is nog eigendom van het Ministerie van Binnenlandse Zaken.

## Kerken

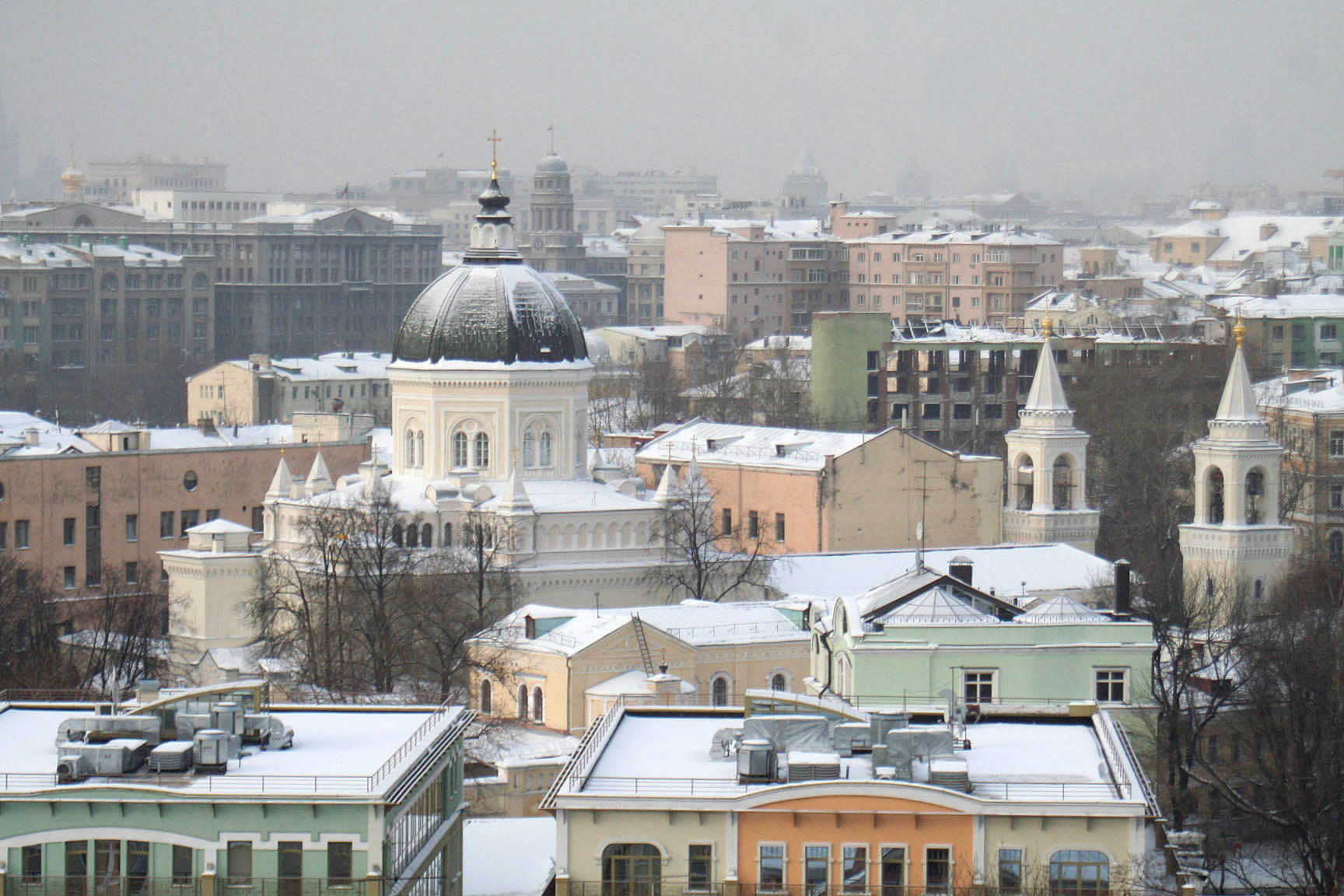
Het klooster in vogelvlucht
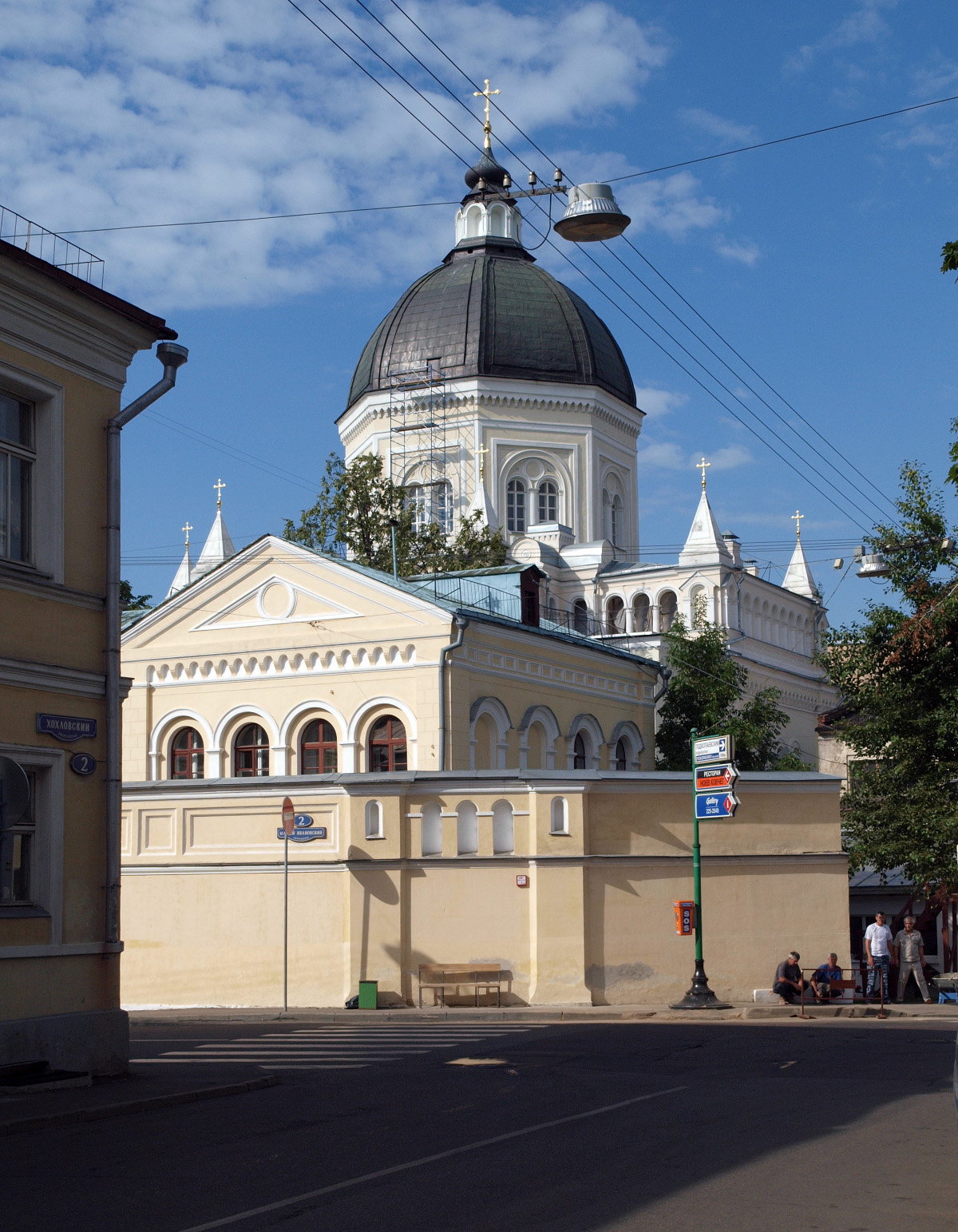
Kathedraal van de Onthoofding van Johannes de Voorloper
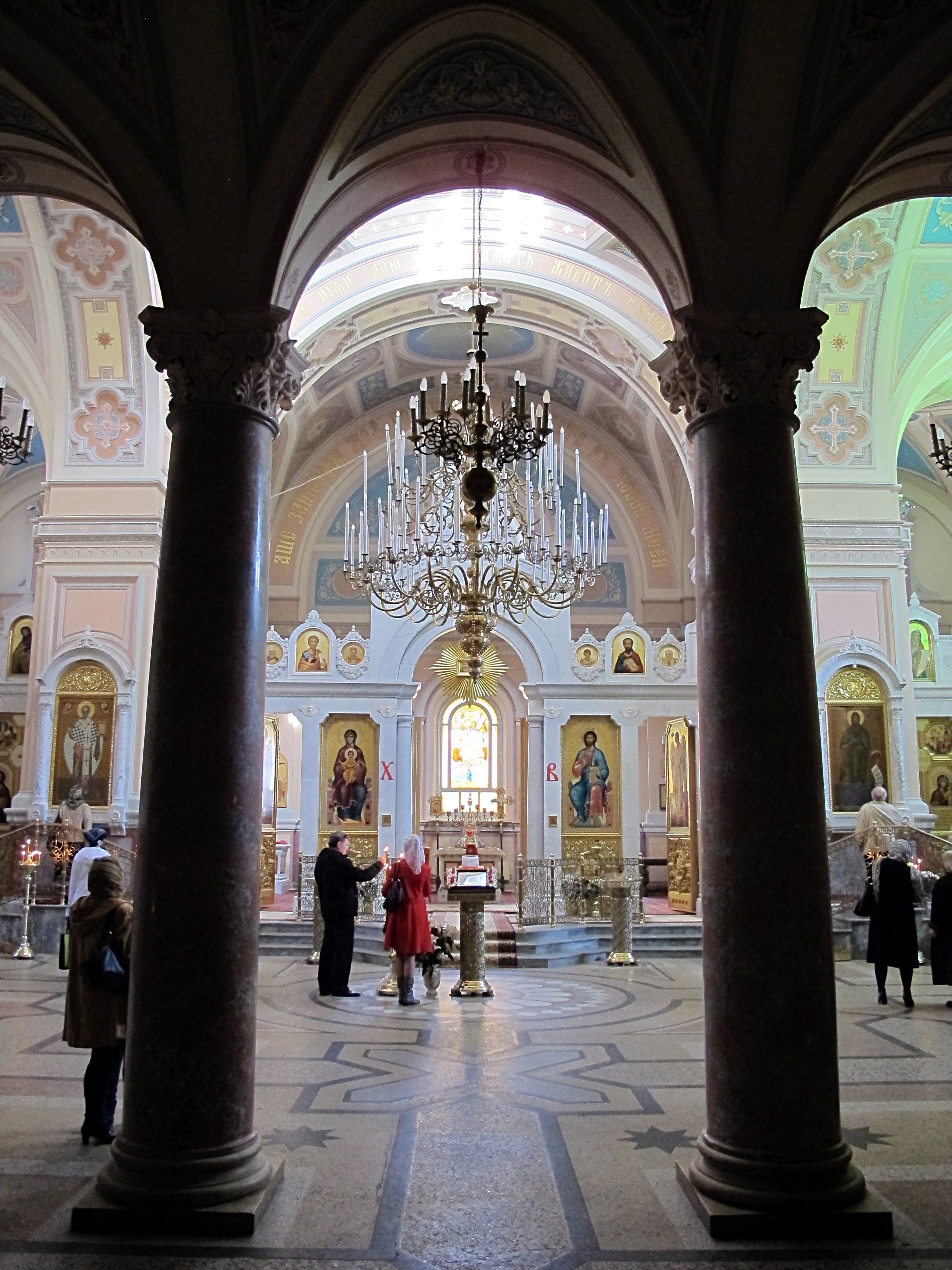
Interieur kathedraal 1
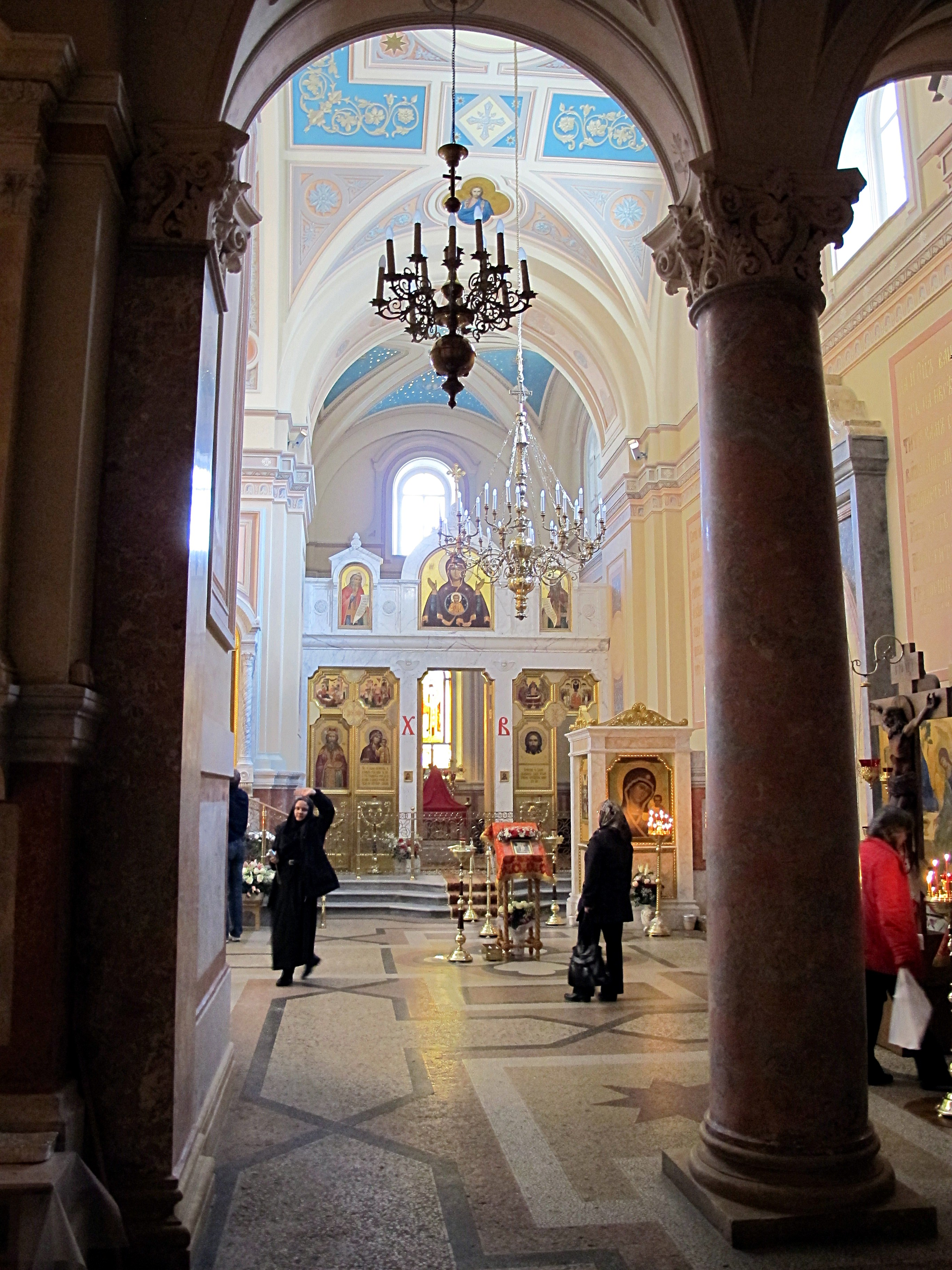
Interieur kathedraal 2

- Kerk van de Heilige Elizabeth